# Окуньовська
Окуньо́вська (рос. Окунёвская) — присілок у складі Омутинського району Тюменської області, Росія.
Населення — 121 особа (2010, 140 у 2002).
Національний склад станом на 2002 рік:
- росіяни — 62 %
- німці — 32 %